# Reinhold Kreile
Reinhold Kreile (* 1. Dezember 1929 in Aschaffenburg; † 30. August 2024 in München) war ein deutscher Jurist mit Schwerpunkten im Steuer- und Urheberrecht, Kulturfunktionär, Manager und Politiker (CSU).

## Leben und Beruf
Nach dem Besuch des Humanistischen Gymnasiums in Heidelberg und dem Abitur am Theresien-Gymnasium in München studierte Kreile Rechtswissenschaft, Volkswirtschaft und Musikwissenschaft an den Universitäten in München und Darmstadt. Das Studium finanzierte der aus einer nicht übermäßig bemittelten Familie stammende Kreile als Organist und Musikkritiker der Frankfurter Hefte sowie als Musikjournalist für den Hessischen Rundfunk. Er gehörte zu einem Frankfurter Kreis junger Autoren im Umfeld von Theodor Wiesengrund Adorno und Max Horkheimer, der Redaktion des HR-Abendstudios um Alfred Andersch sowie der Gruppe 47 und Hans Werner Richter, mit dem ihn eine lebenslange Freundschaft verband.
Als 24-jähriger Rechtsreferendar gehörte er zur Minderheit der deutschen Juristen, die das damals heftig umstrittene Urteil des Bundesverfassungsgerichts über die Verstrickung des Berufsbeamtentums in die NS-Diktatur öffentlich verteidigten. Kreile nannte die Entscheidung in einem in den Frankfurter Heften erschienenen Aufsatz die „Magna Charta der Selbstbesinnung“. Er wurde 1956 mit der Arbeit Außenpolitik und Staatsgerichtsbarkeit bei Eugen Kogon zum Dr. jur. promoviert und 1958 als Rechtsanwalt zugelassen. Anschließend arbeitete er in einer Steuerrechtskanzlei und war seit 1965 als Fachanwalt für Steuerrecht in München tätig. Als langjähriger Justiziar der VG Wort war er beteiligt an der Entwicklung der Bibliothekstantieme und wesentlicher Aspekte des Deutschen Urheberrechts. 1986 trat sein Sohn Johannes Kreile in die Kanzlei ein, nach 1988 schloss er sich mit Ludwig Stiegler in einer überregionalen und parteiübergreifenden Sozietät zusammen.
Von 1955 bis 1981 schrieb er unter wechselnden Pseudonymen Musikkritiken vorwiegend von den Bayreuther Richard-Wagner-Festspielen für den Münchner Merkur.
Kreile war Mitglied verschiedener Aufsichtsräte, so der Adca-Bank und der BATIG Gesellschaft für Beteiligungen. Als Vorsitzender des Aufsichtsrats der Friedrich Flick Industrieverwaltung KGaA von 1977 bis 1986 geriet er in die Flick-Parteispendenaffäre und wurde im Untersuchungsausschuss des Bundestages vernommen. Anschließend engagierte er sich erfolglos dafür, eine Amnestie der Straftaten im Zuge der Affäre zu organisieren.
Kreile war von 1973 bis 1990 Verwaltungsratsvorsitzender des Deutschlandfunks und von 1974 bis 1999 Aufsichtsratsvorsitzender der Münchner Gesellschaft für Kabel-Kommunikation (MGK München). Von 1990 bis 2005 war er als Nachfolger von Erich Schulze Vorstand und Generaldirektor der Gesellschaft für musikalische Aufführungs- und mechanische Vervielfältigungsrechte (GEMA). In dieser Eigenschaft wurde er von 1992 bis 1995 Präsident des Europäischen Komitees der Confédération Internationale des Sociétés d’Auteurs et Compositeurs (CISAC) und von 1996 bis 2000 deren Präsident des Exekutivbüros. Daneben fungierte er als Vizepräsident des Groupement Européen des Sociétés d'Auteurs et Compositeurs (GESAC), einer Vereinigung europäischer Verwertungsgesellschaften, deren Präsident er von 2000 bis 2005 war. Von 1992 bis 1996 und von 2004 bis 2005 war er Präsident des Vorstandes des Bureau International de l’Edition Mecanique (BIEM). Des Weiteren ist er Herausgeber der Zeitschrift für Urheber- und Medienrecht.
Ab 1980 war Kreile Lehrbeauftragter an der Hochschule für Fernsehen und Film München, seit 1984 hatte er dort eine Professur an der Abteilung Produktion und Medienwirtschaft. Nach seiner Emeritierung wurde er als Honorarprofessor geführt.
Zum Jahresende 2005 ging er bei der GEMA in den Ruhestand. Gegen Ende seiner Amtszeit widmete er sich dem Kampf gegen die Digitalisierung. Er bezeichnete die GEMA als „Leuchtturm der Kultur“ und „Fels in der Brandung der Wogen der Digitalisierung“. Der GEMA sei es erfolgreich gelungen, „unsinnigen Wettbewerb“ zu vermeiden. Das Internet sei für ihn „nichts anderes als ein virtuelles Kaufhaus“, das es in einer feindlichen Übernahme einzuverleiben gelte. Seit 2006 war er als Rechtsanwalt of counsel für die Kanzlei Noerr tätig. Kreile war lange im Kuratorium der Ernst von Siemens Musikstiftung. Er saß im Vorstand der Richard-Strauss-Gesellschaft, München und war lange im Rat der Richard-Wagner-Stiftung, Bayreuth in seiner Funktion als „Freund der Familie Wagner und Anwalt“. Zudem war er Mitherausgeber der Zeitschrift für Urheber- und Medienrecht.
Kreile wurde beschrieben als „Mann an der Nahtstelle von Politik und Ökonomie“. Dieter Spöri, als SPD-Vertreter lange zusammen mit Kreile im Finanzausschuss des Bundestages, sagte über seine Rolle: „Kreile ist kein Lobbyist, [er sei viel mehr] ein hochintelligentes System, in der Koalition allen anderen haushoch überlegen.“ Er „arbeitet leise, ohne Schärfe, ohne jegliches parlamentarische Pfauenrad“ und sei „dabei als knallharter, durchschlagkräftiger Vertreter von Wirtschaftsinteressen“.
Kreile war verheiratet; sein Sohn Johannes Kreile (1959–2022) war Medienjurist, Partner der Rechtsanwaltskanzlei Noerr und Honorarprofessor an der Hochschule für Fernsehen und Film München.

## Partei
Kreile war Mitglied der CSU und langjähriger finanzpolitischer Berater von Franz Josef Strauß. Die Beziehung ging darauf zurück, dass Kreile ein Studienfreund von Marianne Strauß war. In dieser Funktion gründete er 1964 für Strauß und dessen Frau Marianne die Briefkastenfirma Eureco Büro für Wirtschaftsberatung, an die Unternehmen von BMW, über Bertelsmann, Daimler-Benz und Dornier bis hin zu Firmen aus dem Flick-Imperium und der Taurus-Film GmbH von Leo Kirch ohne erkennbare Gegenleistungen gewaltige Summen zahlten. Alleine zwischen 1964 und 1968 gingen 490.892 Mark auf Eureco-Konten ein.

## Abgeordneter
Kreile gehörte dem Deutschen Bundestag von 1969 bis 1987 sowie vom 11. Juli 1988, als er für den ausgeschiedenen Abgeordneten Alfred Sauter nachrückte, bis zu seiner Mandatsniederlegung am 22. Februar 1990 an. Er war stets über die Landesliste der CSU ins Parlament eingezogen. Im Bundestag war er zeitweise finanzpolitischer Sprecher der Unionsfraktion sowie Mitglied des Rechts- und des Finanzausschusses und zeitweilig Vorsitzender des Finanzausschusses. Als Abgeordneter war er federführend für die Reform der Körperschaftssteuer Anfang der 1970er Jahre und lange Jahre als CSU-Vertreter für Steuerrecht und Finanzfragen Gast im Bundeskabinett. 1983 hatte er das Angebot von Helmut Kohl, Verkehrsminister im Kabinett Kohl II zu werden, verzichtete aber zugunsten der Abgeordnetentätigkeit.

## Ehrungen
- Bundesverdienstkreuz am Bande, 1978
- Bundesverdienstkreuz I. Klasse, 1979
- Bayerischer Verdienstorden, 1979
- Honorarprofessur der Hochschule für Fernsehen und Film München, 1983
- Großes Bundesverdienstkreuz, 1985
- Großes Bundesverdienstkreuz mit Stern, 1995
- Chevalier dans l’Ordre National de la Légion d’Honneur, 1995
- Silbernes Blatt der Dramatiker Union in seiner Eigenschaft als Vorstand und Generaldirektor der GEMA
- Kommandeurkreuz des Verdienstordens der Republik Polen, 2002
- Officier de l’Ordre des Arts et des Lettres, 2003